# 栃木県グリーンスタジアム
栃木県グリーンスタジアム（とちぎけんグリーンスタジアム、Tochigi Green Stadium）は、栃木県宇都宮市の宇都宮清原工業団地・清原北公園内にある球技場。施設は栃木県が所有し、北関東綜合警備保障が指定管理者として運営管理を行っている。

## 概要
宇都宮市東部を流れる鬼怒川のさらに東、宇都宮清原工業団地の一角にある。同工業団地内のスポーツ施設で、全国大会規模のスペックを持つ宇都宮清原球場・宇都宮市清原体育館の所在する清原中央公園内ではなく、北部の清原北公園内に栃木県内初の本格的球技専用スタジアムとして1993年に開場、同年栃木県内で行われた全国高等学校総合体育大会のサッカー競技会場となった。
日本プロサッカーリーグ（Jリーグ）に加盟する栃木SCがホームスタジアムとして使用している。栃木SCがJリーグ参入前の1993年から2004年の間にはジェフユナイテッド市原（1993年・1994年）、横浜マリノス（1993年・1994年）、大宮アルディージャ（1999年）、水戸ホーリーホック（2000年・2001年・2004年）がJリーグ公式戦を開催している。
屋根の設置やトイレの数などクラブライセンス基準を満たしていない点があることなどを踏まえ、2021年度以降は栃木SCのホームゲームについて西川田に建設されたカンセキスタジアムとちぎ（カンセキ）と併用しており、2023年には運用上のメリットなどを理由にJリーグの登録上の本拠地をカンセキに変更している。なお、栃木SCは「J1ライセンス取得の為にカンセキスタジアムとちぎをホームスタジアムとして登録」と説明し、引き続き栃木県グリーンスタジアムでのホームゲーム開催を行う意向を示している。2023年のグリスタでの栃木SC主管試合は9-10月に3試合を予定している。
スタジアムの運営管理は長らく公益財団法人宇都宮市体育文化振興公社が行ってきたが、2011年4月より指定管理者が変更され、北関東綜合警備保障が管理を行っている。

## 施設概要
全面西洋芝のメイングラウンド（11,304平方メートル）と、全面クレー舗装のサブグラウンド（9,750平方メートル）がある。メイングラウンドのメインスタンド（5,391席）とバックスタンド（4,622席）は固定席で、両サイドスタンド（南側2,449席、北側2,725席）は全て立見席。屋根はメインスタンドの上部（約500人分）にしかない。
大型映像装置は2012年2月23日に納入された三菱電機製オーロラビジョンで、開場以来19年間、アウェー側のゴール裏にあった磁気反転ボードが改修されたもの。同時に長さ約20mの帯状映像装置（オーロラリボン）もフィールドに導入された。

### 改修工事
開場当時はナイター照明4基、磁気反転フリーボードが設置され、収容人員は公には18,025人であったが、消防法条例などから実勢は約16,000人（メインスタンドは屋根つきの座席、それ以外は芝生席）であった。
2006年、栃木SCがJリーグ準加盟クラブとして承認されるにあたり、Jリーグのスタジアム規格に見合った設備への改修が計画されたが、実際に改修工事が始まったのは、栃木SCがJリーグに加盟した2009年の初めからであった。特に、開場当初からあった照明施設（4基）の照度がJリーグの規定よりも低かったことから照明施設を更新する必要があり、2009年6月までの平日ナイターはグリーンスタジアム以外のスタジアム（国立競技場・国立西が丘サッカー場・熊谷スポーツ文化公園陸上競技場で各1試合）を使用した。
また、両サイドスタンド・バックスタンドが芝生席であったため、バックスタンドの芝生席の箇所は2010年に座席に改修する工事が行われるため使用しなかったが、2011年2月竣工。これによりJリーグへの届出収容人員は14,699人（芝生席は規定によりカウントせず）となった。
2011年3月11日の東日本大震災により被災し、観客の客席通路となっている橋（アプローチデッキ）の結合部分が破損するなどした。改修中は、ホーム側に仮設の北ゲートが設置され、アウェイ側は関係者用南ゲートが使用された。この改修費用にはスポーツ振興くじ (toto) の助成金が用いられている。
2012年5月11日、J1規格の収容人数1万5千人を目指すために、ゴール裏の「SC席」及び「ビジター席」を芝生席から立見席に改修すると発表。2012年9月、工事が完成し、芝生席が立ち見席に代わり、収容人員もJ1基準を満たす15,589人となった。
2026年度からラグビー・リーグワンの「三重ホンダヒート」がホストタウン（Jリーグのホームタウンに同義）を三重県鈴鹿市から移転し、ホストゲームの主たる会場に当スタジアムが指定された。これをきっかけに2025年6月から半年程度実施する予定の防水工事などの改修で、現在は灰色になっているスタンドの色を、三重ホンダヒートのチームカラーでもある赤に塗り替えるという案が検討されており、これに栃木SCが反発。「赤に変えるとは聞いていなかった。改修があればどの程度が試合で使えるかわからない」とする意見を朝日新聞東京本社に吐露している。

## アクセス

### 電車・バス
- JR宇都宮駅東口から宇都宮ライトレールでグリーンスタジアム前停留場下車、徒歩5分[17]。

宇都宮ライトレール開業前はJRバス関東の路線バスがあったが、ライトレール開業と共に廃止された。また、栃木SCホームゲーム開催時にはシャトルバスが運行されていたが、こちらもライトレール開業後は運行されなくなり、ライトレール線の臨時増発によって対応される。

### タクシー・自動車
- JR宇都宮駅からタクシーで約30分、東武宇都宮駅からタクシーで約40分[7]
- 北関東自動車道 宇都宮上三川ICから車で約20分[17]
- 東北自動車道 宇都宮ICから車で35分、同鹿沼ICから車で約40分[17]
  - 栃木SCホームゲーム開催時はキヤノンの所有地内に臨時駐車場を設けている（スタジアムまで徒歩10分）[17]

## ギャラリー

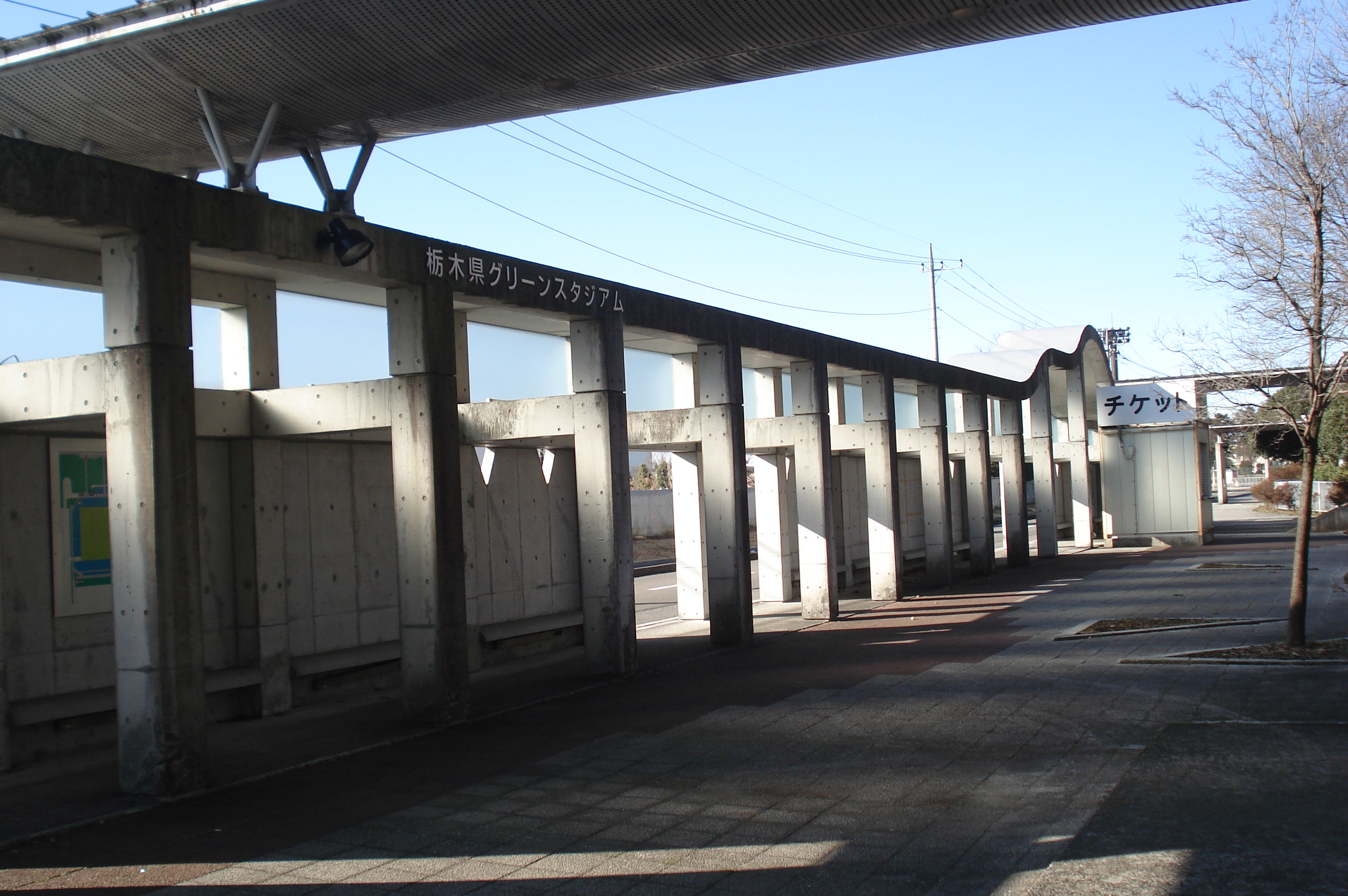
入場ゲート付近の光景
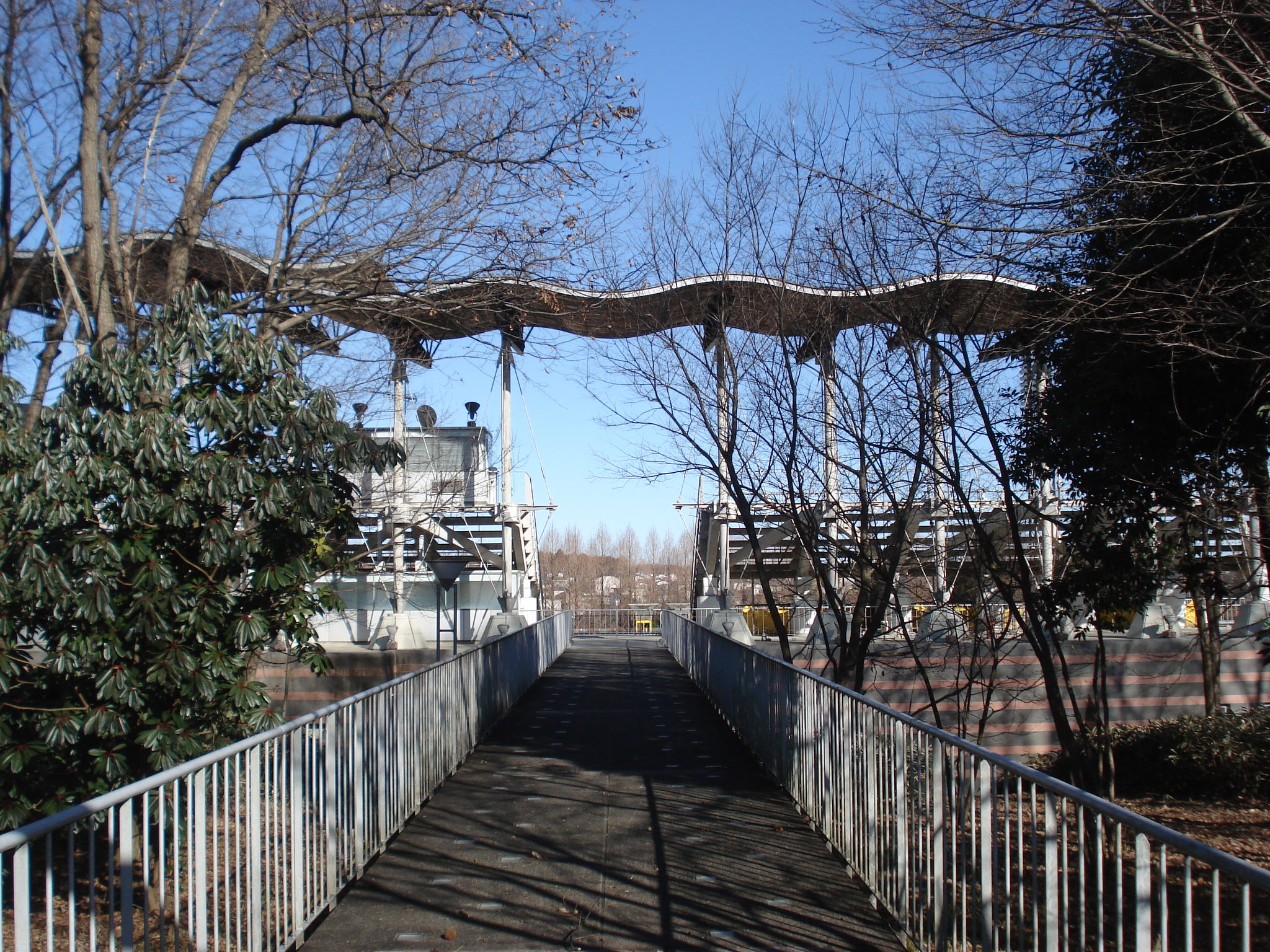
Bゲートよりメインスタンドを望む
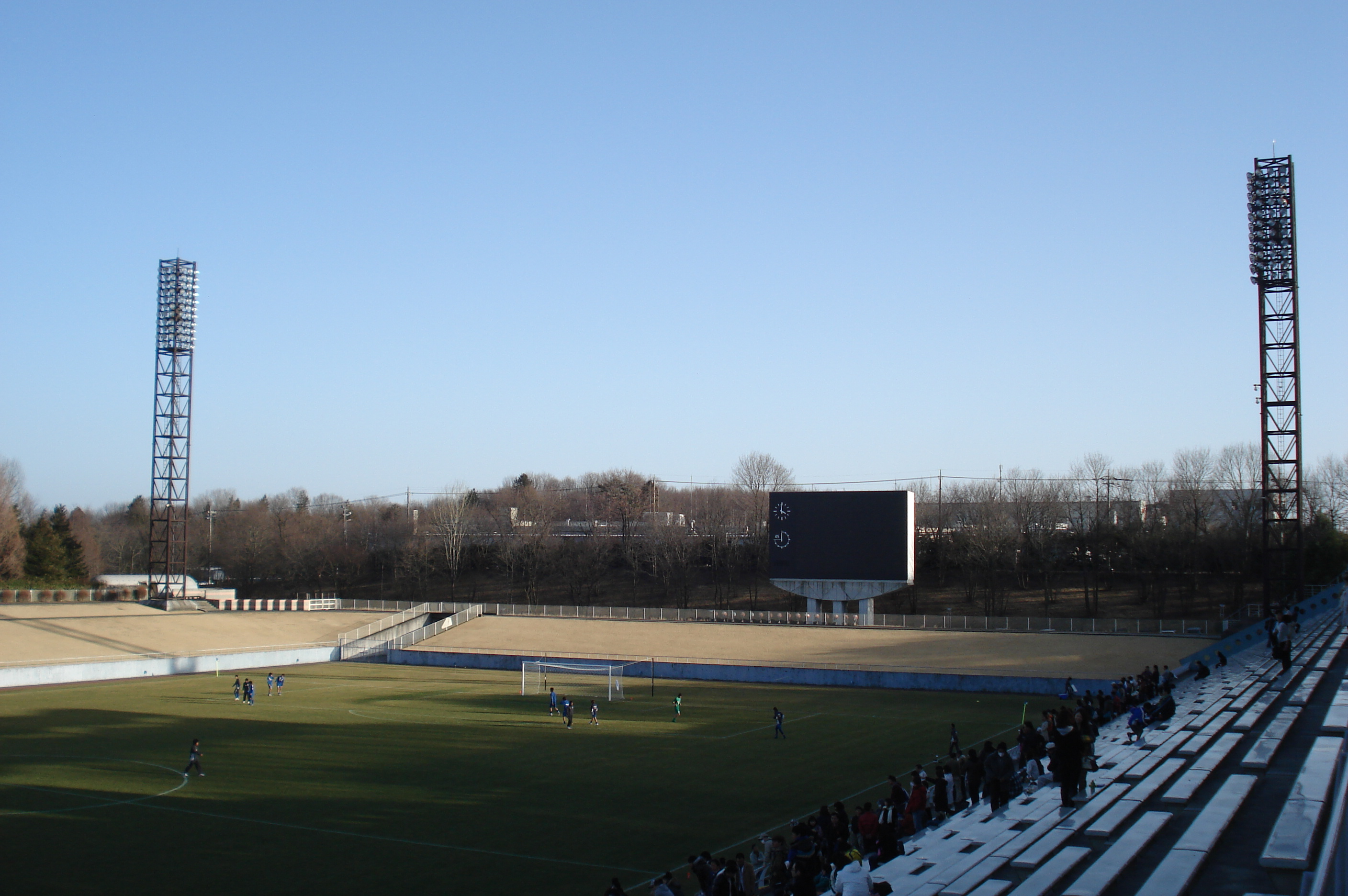
メインスタンドよりメイングラウンドを望む（バックスタンド改修前）
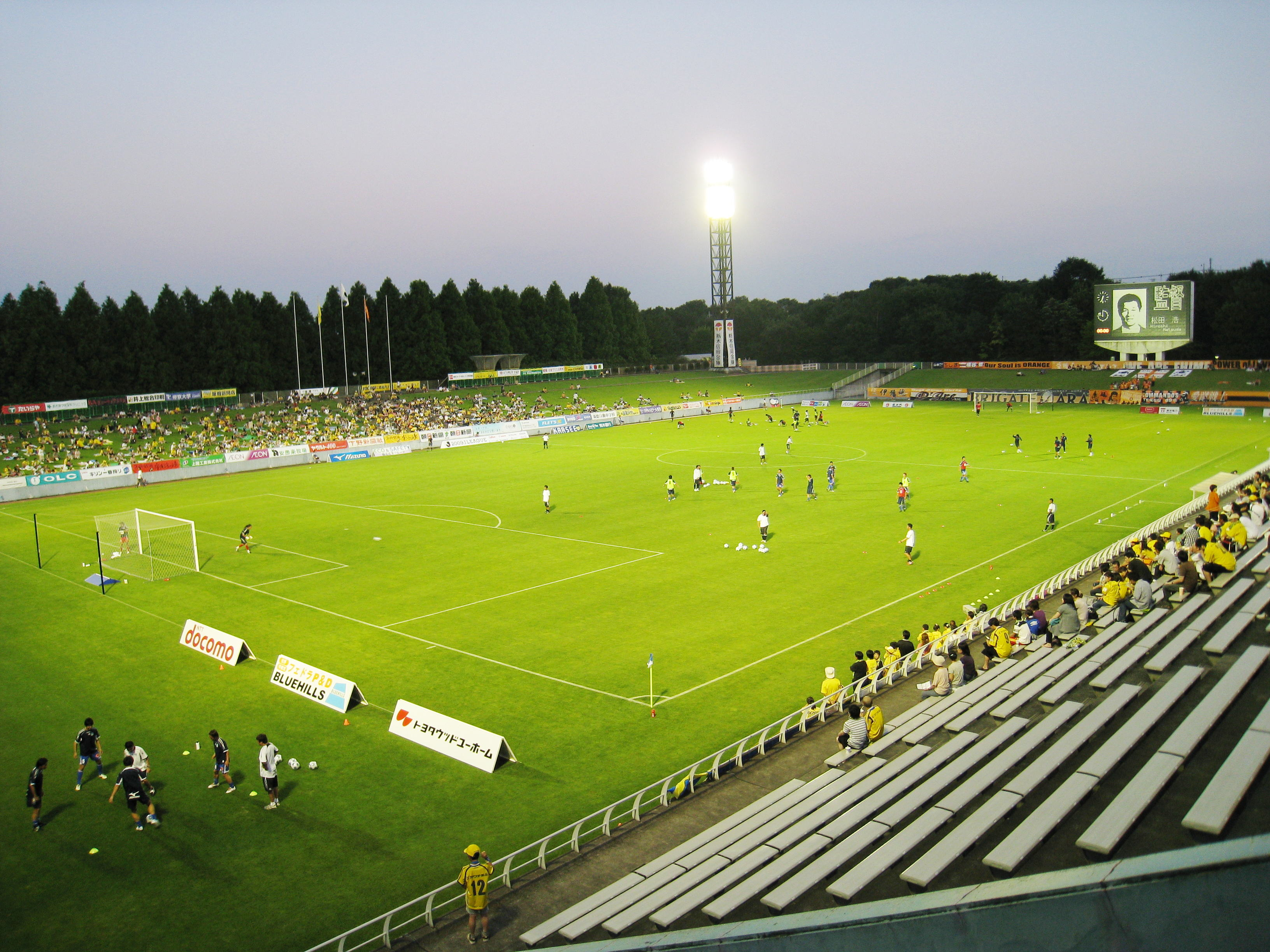
夜間試合前のピッチ光景（バックスタンド改修前）
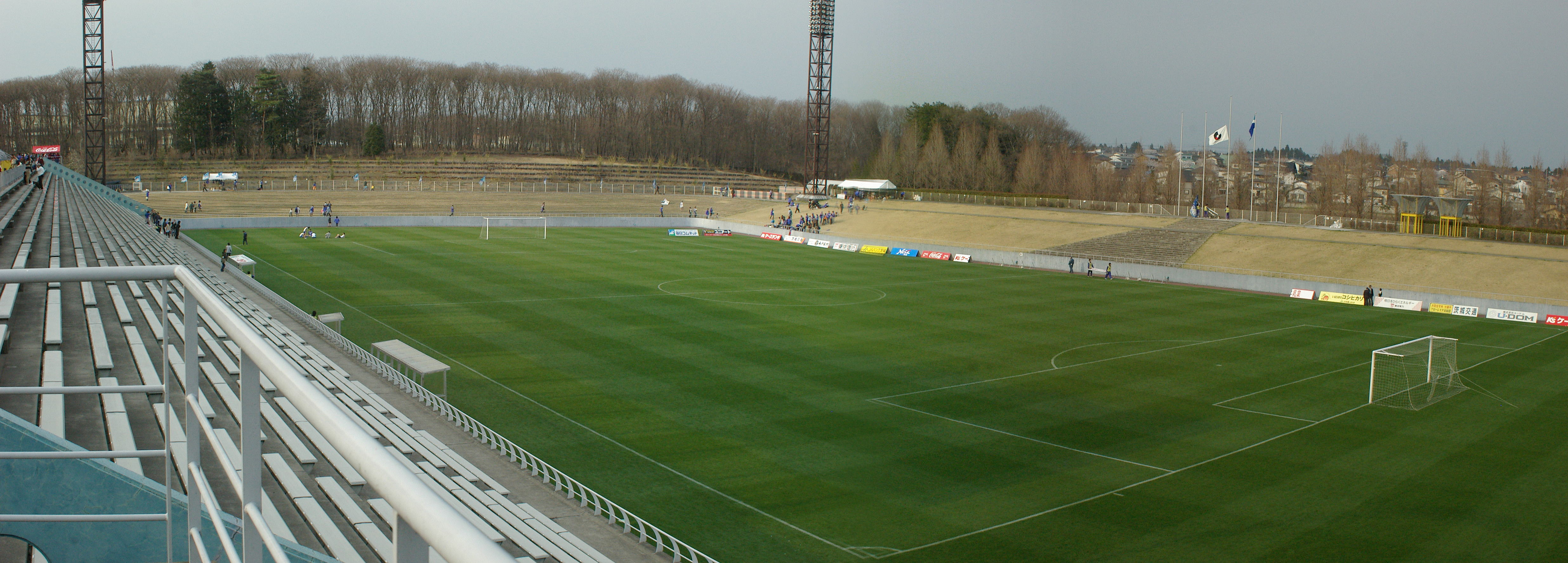
改修前のピッチ光景

## 周辺のスポーツ施設
清原中央公園
- 宇都宮清原球場
- 宇都宮市清原体育館
- 清原テニスコート

清原南公園
- 清原南球場（軟式野球・ソフトボール専用）